# Russia Arms Expo
Russia Arms Expo — международная выставка вооружений, военной техники и боеприпасов, проводившаяся в городе Нижний Тагил в 2000—2015 годах на полигоне «Старатель» Нижнетагильского института испытания металлов (НТИИМ). Мероприятие чередовалось с международной выставкой средств защиты Russian Defence Expo, проходившей на полигоне также раз в два года.

## Создание выставки
Решение о создании выставки было принято в 1999 году, а первая выставка прошла в 2000 году. Финансировали первую выставку два государственных предприятия — Уралвагонзавод и Нижнетагильский металлургический комбинат. Создание выставки активно поддерживал Эдуард Россель, который тогда занимал должность губернатора Свердловской области.

## Russian Expo Arms 2011

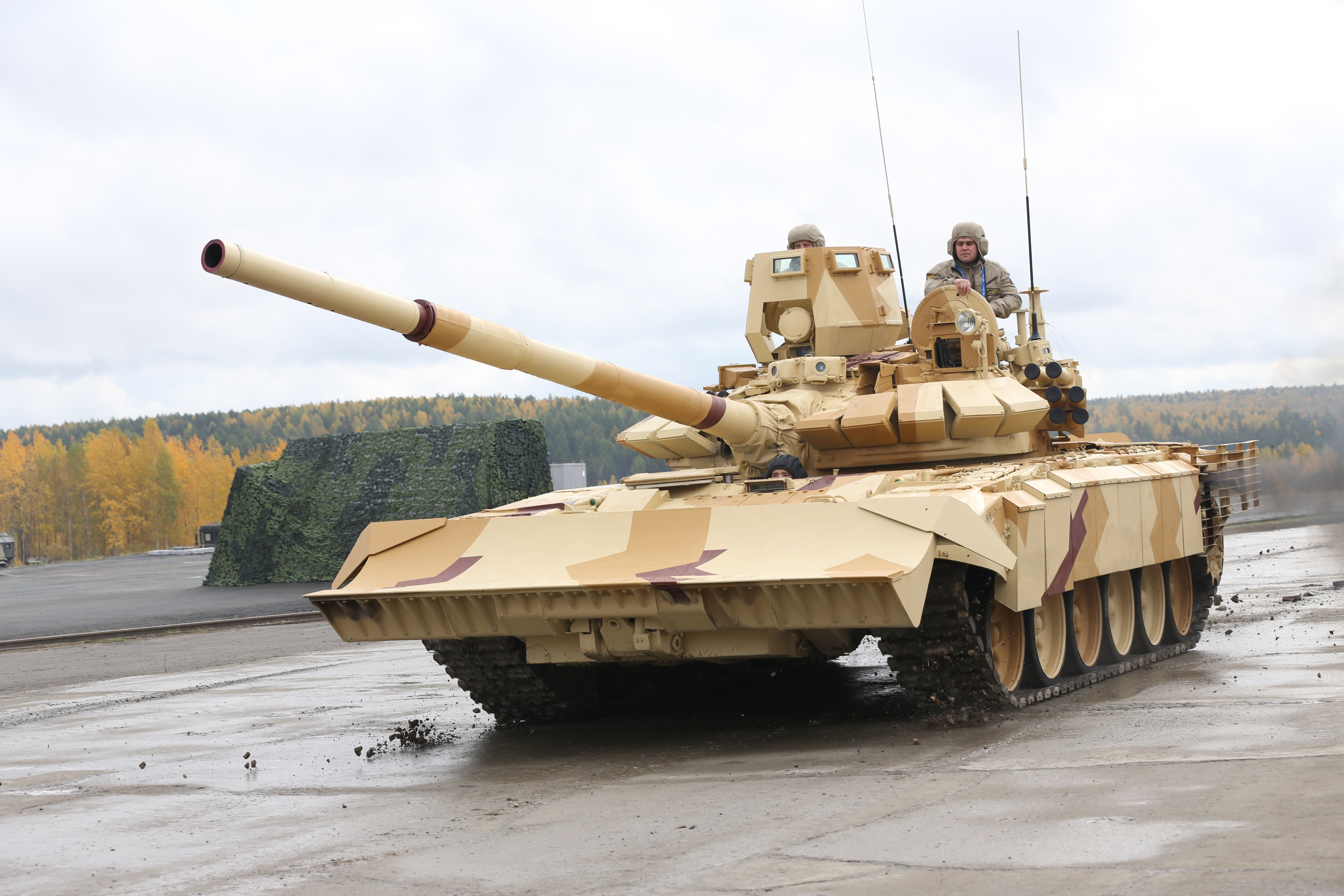
Модернизированный танк Т-72 с комплектом средств защиты для ведения боевых действий в городских условиях

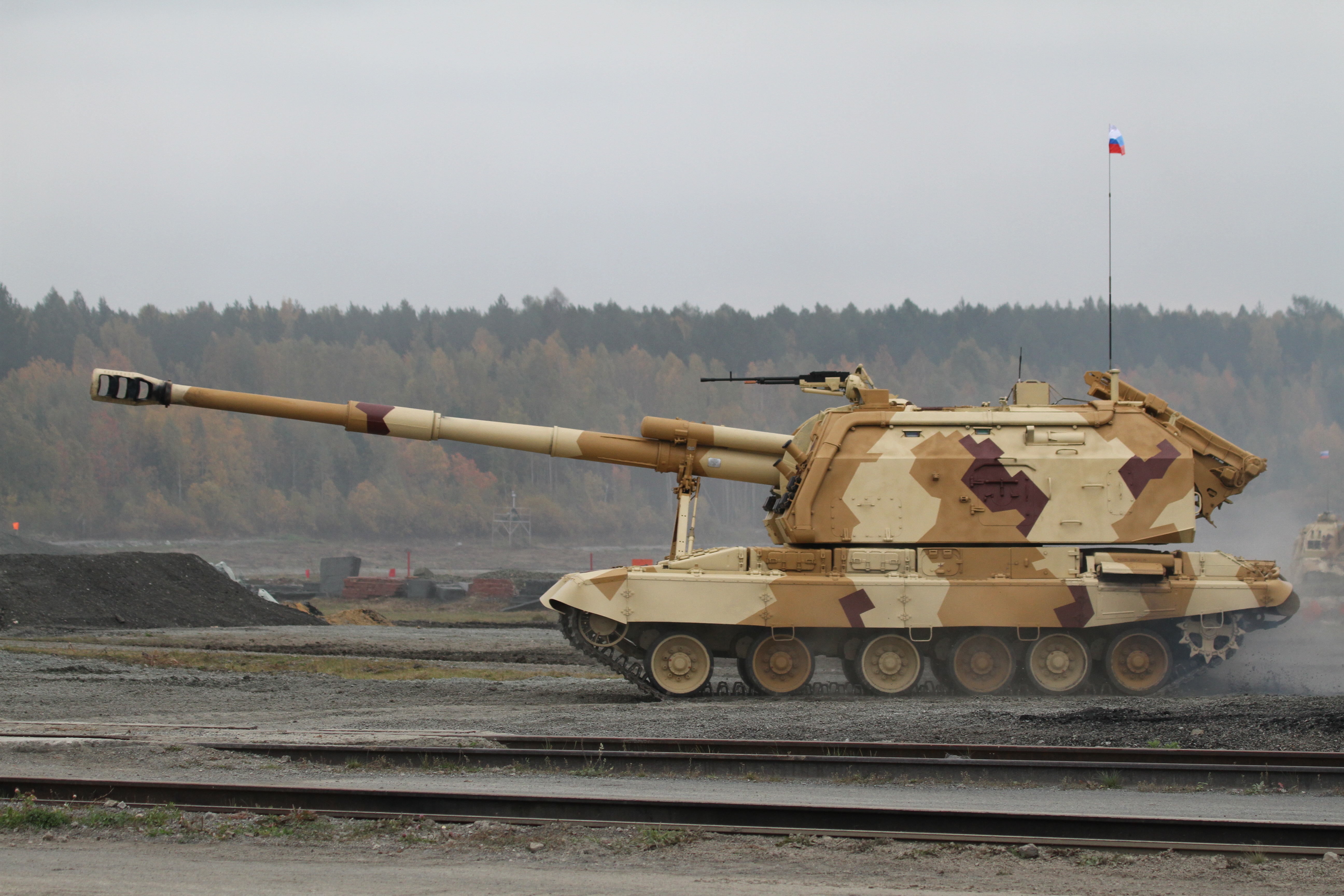

В 2011 году выставка проводилась в 8-й раз, начавшись с мероприятий по случаю 75-летия «Уралвагонзавода». На выставке свою продукцию представили более 300 российских и зарубежных участников, в том числе концерн «Созвездие», ПВО «Алмаз-Антей», ФГУП «Конструкторское бюро машиностроения», ООО «Оборонсервис», ФГУП «ГНПП Сплав», ОАО «Уралвагонзавод», «Купол», «КАМАЗ» и другие предприятия российского оборонно-промышленного комплекса. В ходе выставки продемонстрированы свыше 2,5 тысяч экспонатов, в числе которых около 300 образцов крупногабаритной техники.
В программу включена демонстрация огневой мощи и скоростных характеристик броневого и танкового вооружения и техники, машин технического обеспечения и инженерного вооружения, средств ближнего боя и стрелкового оружия. Кроме этого, прошёл показ развертывания и боевого применения зенитно-ракетных комплексов, авиационных средств поражения, групповой пилотаж самолётов с элементами воздушного боя и многое другое.
Организаторы подчеркивают, что в этот раз значительно возросло количество иностранных участников, мероприятие посетили представители деловых кругов из 37 стран мира. Кроме этого, впервые образцы военной техники показали предприятия Италии и Украины, в частности, итальянский концерн Iveco.
Главным событием выставки стал «демонстрационный» показ модернизированного танка Т-90С. По словам заместителя генерального директора «Уралвагонзавода» по спецтехнике Вячеслава Халитова, конструкторам боевой машины удалось значительно её усовершенствовать по многим показателям. К новинке уральской оборонки уже проявляют интерес её потенциальные покупатели из 11 государств.

## Russia Arms Expo 2013
25—28 сентября 2013 года в Нижнем Тагиле состоялась IX Международная выставка вооружения, военной техники и боеприпасов Russia Arms Expo (RAE 2013). Её презентация, в частности, прошла 18 февраля в Абу-Даби на площадке выставки IDEX 2013. К международному экспертному и журналистскому сообществу обратились заместитель директора Федеральной службы по военно-техническому сотрудничеству России Вячеслав Дзиркалн, генеральный директор ОАО «НПК „Уралвагонзавод“» Олег Сиенко, глава города Нижний Тагил Сергей Носов. Был представлен сайт мероприятия www.rae2013.ru и новый логотип. Также были подписаны соглашения с рядом зарубежных компаний на участие в выставке.
Russia Arms Expo 2013 проводится под патронажем Правительства Российской Федерации. Организаторами выставки выступают Министерство промышленности и торговли Российской Федерации и правительство Свердловской области. Генеральным устроителем выставки является научно-производственная корпорация «Уралвагонзавод» (УВЗ). В организационный комитет RAE 2013 вошли заместитель председателя Правительства Российской Федерации Дмитрий Рогозин, министр промышленности и торговли Российской Федерации Денис Мантуров, генеральный директор ОАО «Рособоронэкспорт» Анатолий Исайкин, губернатор Свердловской области Евгений Куйвашев, руководитель Федеральной Таможенной Службы России Андрей Бельянинов, заместитель Министра обороны Российской Федерации Юрий Борисов, а также другие высокопоставленные чиновники и военные специалисты.
Итоговое видео выставки стало одним из самых популярных в российском сегменте рунета.

### Деловая программа

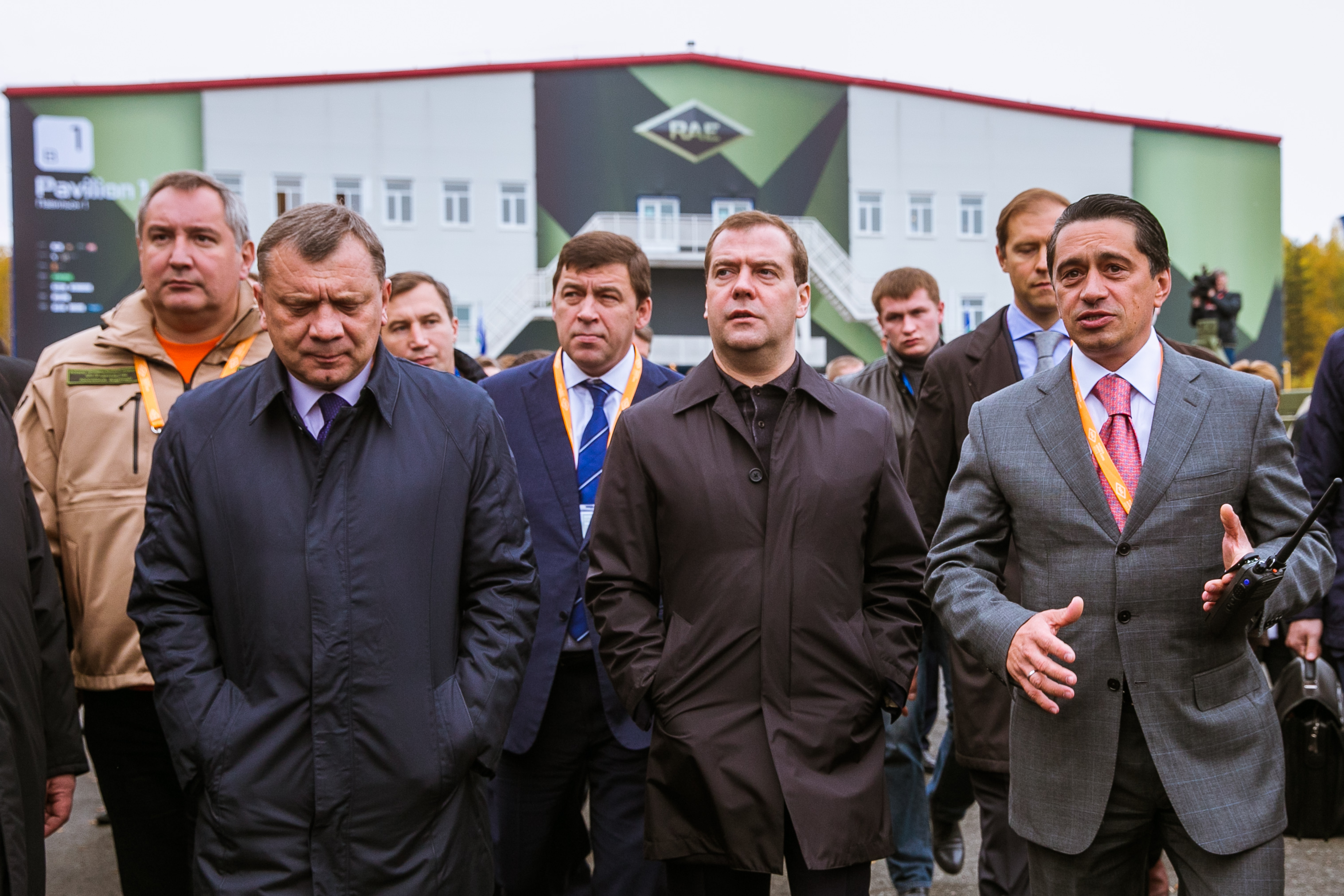
Дмитрий Медведев на RAE 2013

В рамках деловой программы RAE 2013 были рассмотрены военно-промышленные и международно-правовые аспекты развития глобального рынка вооружения.
В программе принимали участие руководители профильных органов государственного управления, крупнейшие российские и зарубежные специалисты в области военной промышленности и международных отношений. В рамках деловой программы состоялось совещание заместителей глав правительств государств-членов Организации Договора о коллективной безопасности. В целом высокий уровень подготовки и проведения RAE2013 отметили все её гости в том числе премьер-министр России Дмитрий Медведев и заместитель Председателя Правительства Дмитрий Рогозин.

### Демонстрационный показ

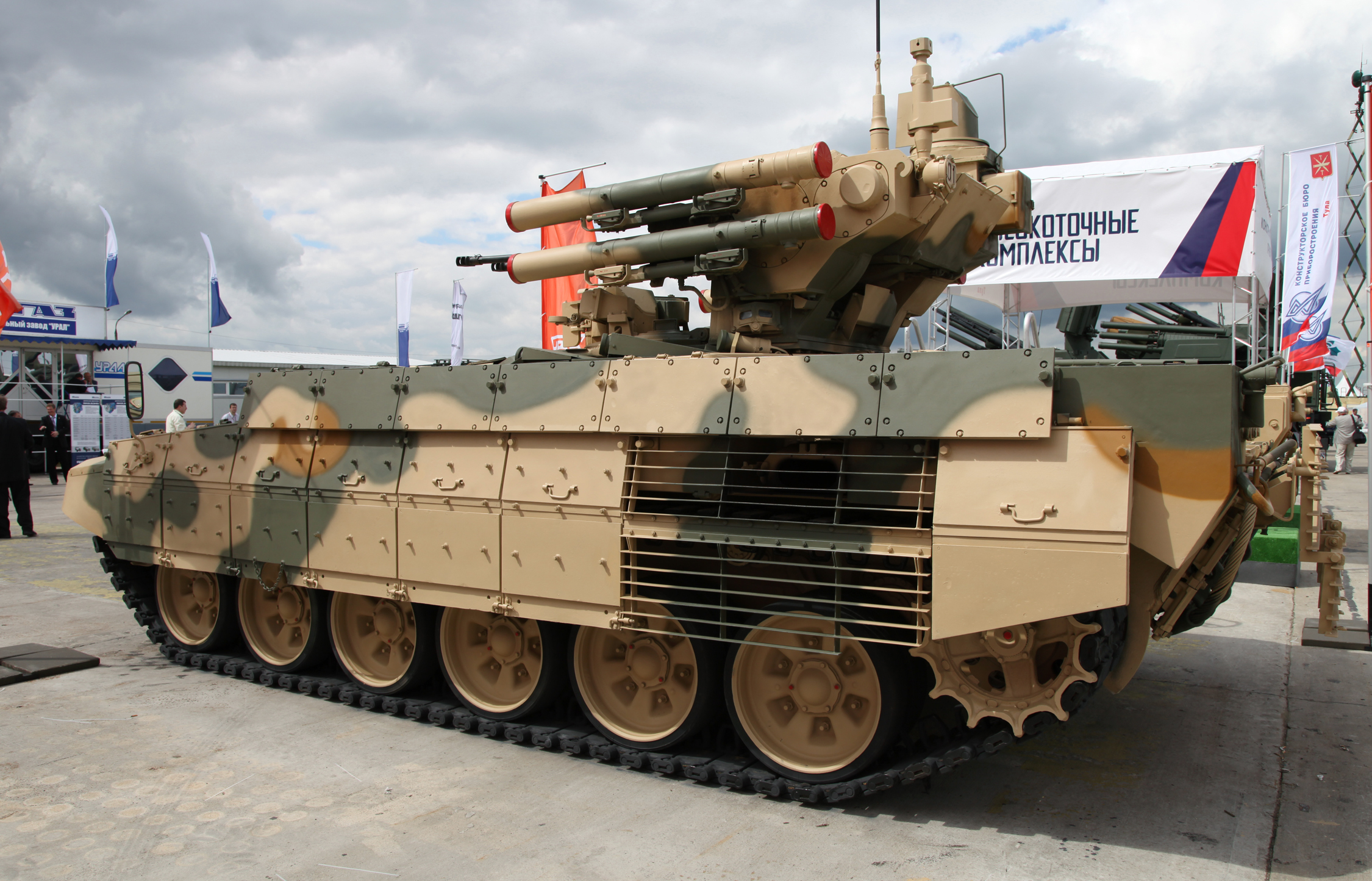
Боевая машина поддержки танков «Терминатор»

В рамках Russia Arms Expo 2013 прошла демонстраций новейших достижений российских и зарубежных производителей военного оборудования. Самой ожидаемой премьерой стала презентация боевой машины огневой поддержки БМПТ-72 или «Терминатор-2», являющаяся модернизацией танка Т-72. Премьер-министр Российской Федерации Дмитрий Медведев посетил RAE 2013, и ознакомился с новейшими разработками отечественной оборонной промышленности, в том числе принял участие в закрытом демонстрационном показе первого современного российского танка, собранного на базе тяжелой платформы «Армата».

## Russia Arms Expo 2015
Юбилейная X Международная выставка вооружения, военной техники и боеприпасов Russia Arms Expo (RAE) прошла с 9 по 12 сентября 2015 года в г. Нижний Тагил. Презентацию выставки можно было увидеть на крупнейших военных выставках мира — в Азербайджане (ADEX), Индии (DEFEXPO), Малайзии (DSA), Казахстане (KADEX), России (ОБОРОНЭКСПО) и Франции (Еurosatory).
RAE — крупнейшая международная выставка продукции военного назначения, проходящая под патронажем Правительства Российской Федерации. Оргкомитет по подготовке к выставке c 2013 года возглавляет заместитель председателя правительства России Дмитрий Рогозин. На 10-й выставке было представлено 188 компаний из России, Казахстана, Италии, Франции, Турции и Республики Беларусь, в числе которых были ОАО «Уралвагонзавод», ОАО "Концерн «Тракторные заводы», ОАО "Автомобильный завод «Урал», ОАО «КАМАЗ», АО "Концерн ВКО «Алмаз — Антей», Фонд «Сколково», ОАО «Минский завод колесных тягачей», АО «ШВАБЕ», ГК «РОСТЕХ», АО «Высокоточные комплексы» и ОАО «РОСОБОРОНЭКСПОРТ». Было продемонстрировано более 2700 экспонатов, в том числе 98 крупногабаритных единиц техники военного и гражданского назначения на открытых площадках.
Демонстрационный показ Russia Arms Expo 2015, благодаря технологическим и инфраструктурным возможностям площадки — уникальному выставочному центру общей площадью свыше 400 тысяч квадратных метров, позволил гостям и экспонентам оценить полный спектр боевых и эксплуатационных характеристик отечественной продукции. В программе приняли участие 81 образец наземной и воздушной техники: танки Т-90С и Т-72 различных модификаций, САУ МСТА-С, БМПТ «Терминатор», БМП-3, БМД-4М, ЗСУ «Шилка-М4» и «Тунгуска М1», самолёты Су-24М и Су-27, вертолёты Ми-8 различных модификаций и другие образцы отечественного ОПК.
Деловая программа выставки охватила ключевые вопросы развития оборонно-промышленного комплекса, конъюнктуры рынка вооружений, импортозамещения, разработки новых видов вооружения и многое другое. Особое внимание было уделено роли военно-промышленного комплекса в новой парадигме санкционных мер. За два дня деловой программы Russia Arms Expo состоялось 19 форматов, в том числе круглые столы, семинары, дискуссии и пленарные сессии, в которых приняло участие более 2500 человек, в том числе — 80 докладчиков.
Russia Arms Expo 2015 собрала 52 иностранные делегации, из которых 13 было представлено министрами обороны, начальниками генеральных штабов и командующими сухопутными войсками. Иностранным делегациям и гостям были представлены новинки выставки, такие как новейший российский танк Т-14 «Армата», самоходная гаубица 2С35 или «Коалиция — СВ», автомобили повышенной грузоподъемности Урал-6370 с каркасно-панельной и бронированной кабиной нового семейства автомобилей «Торнадо-У». За время проведения Russia Arms Expo был подписан ряд важных для военно-промышленной отрасли соглашений, в частности был подписан контракт с Индией на поставку запасных запчастей для танков Т-72, с Белоруссией — контракт на поставку партии БТР-82А в Вооруженные силы Белоруссии.
За 4 дня работы выставки её посетило 46 500 человек, в том числе представители 1021 компании, а также 679 журналистов из 290 СМИ. По итогам 2015 года выставка Russia Arms Expo вошла в пятерку главных военных салонов мира по оценкам Ассоциации военной прессы Европы.

## Направления выставки
- Военная техника
- Вооружение;
- Беспилотные летательные аппараты;
- Боеприпасы и их составные части;

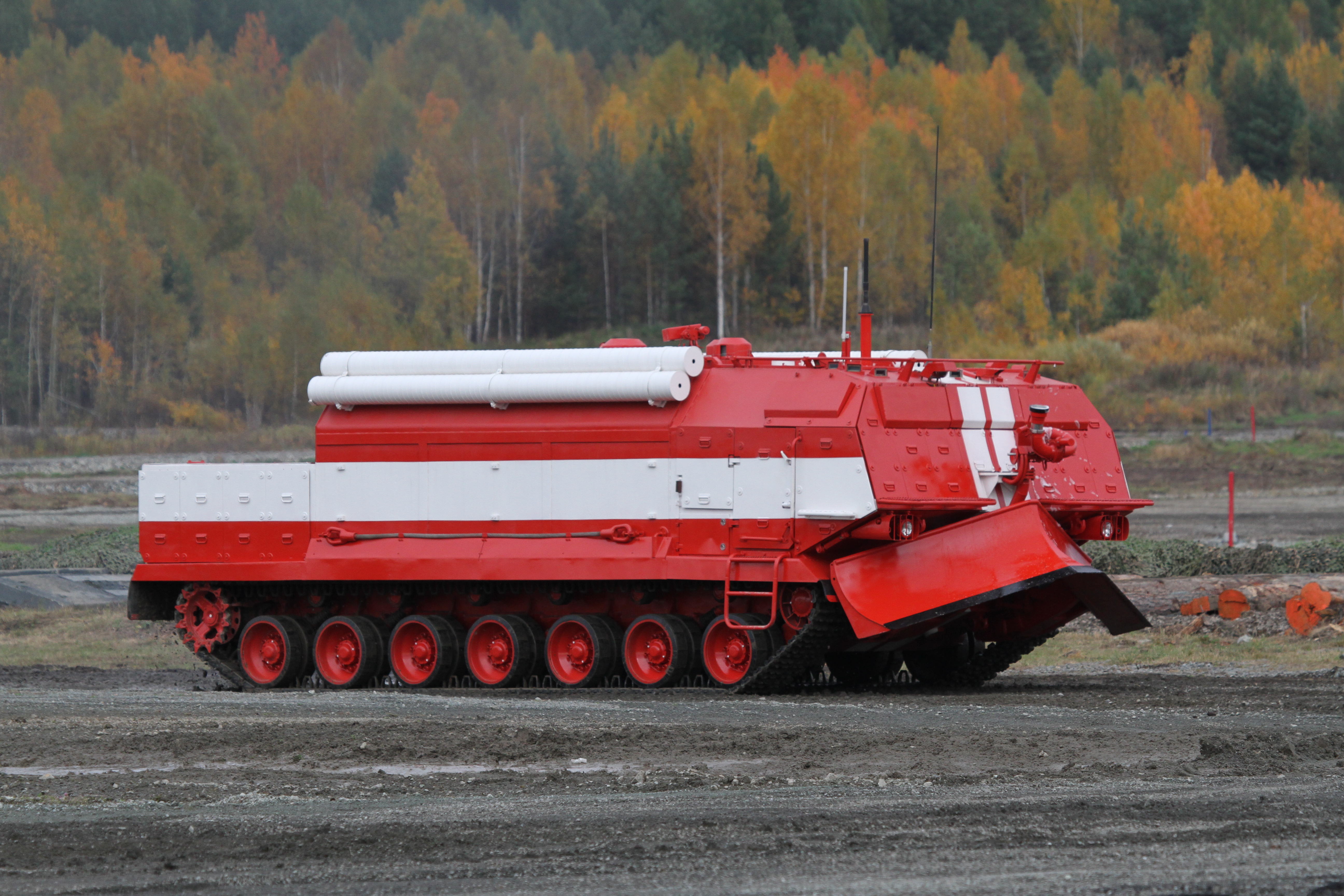
Специальная пожарная машина СПМ

- Выстрелы самоходной, полевой, танковой, противотанковой, зенитной, морской и авиационной артиллерии;
- Оборудование и средства тылового обеспечения;
- Тренажеры и технические средства обучения;
- Техника и оборудование железнодорожных войск.

## Упразднение выставки
24 марта 2017 года глава Минпромторга России Денис Мантуров сообщил о том, что выставка не будет проходить в 2017 году и переносится в подмосковный парк Патриот.
Решение о переносе выставки вызвало недовольство у части общественности Нижнего Тагила, которая попыталась протестовать. На известном петиционном портале Change.org появилась петиция против переноса выставки, подписанная более, чем 1 тыс. человек. 31 марта 2017 года руководитель проекта «Танкопедия» Алексей Хлопотов подал заявку на проведение 15 апреля того же года в Нижнем Тагиле митинга против переноса выставки. Однако после беседы с чиновником администрации Нижнего Тагила заявка была отозвана. По словам Хлопотова, от правоохранительных органов поступила информация о возможных провокациях на митинге после антикоррупционных акций протеста, прошедших в российских городах (в том числе в Нижнем Тагиле) 26 марта 2017 года.
Представители федеральных, областных и муниципальных властей в целом отнеслись к переносу выставки или одобрительно, или сдержано. Глава Нижнего Тагила Сергей Носов заявил, что перенос выставки трагедией не является, но об этом решении остается только сожалеть. При этом именно в бытность Носова генеральным директором Нижнетагильского металлургического комбината выставка была создана в том числе на средства комбината. Общественники, пытавшиеся провести кампанию против переноса выставки встретили сопротивление со стороны администрации Нижнего Тагила — в начале апреля 2017 года активистам сообщили, что проведение брифингов на территории муниципальных объектов запрещено властями города. Представитель президента России в Уральском федеральном округе Игорь Холманских (уроженец Нижнего Тагила) заявил, что перенос выставки является потерей для Свердловской области, но считает, что некорректно обсуждать решение Минпромторга, так как там работают компетентные люди. Губернатор Свердловской области Евгений Куйвашев приветствовал перенос выставки, заявив, что это решение «станет стимулом для реализации новых прорывных инициатив на Урале». Член Совета Федерации Эдуард Россель, который сыграл ключевую роль в создании выставки, выступил категорически против её переноса, назвав его ударом в сердце. Россель попросил Сергея Носова переговорить с Мантуровым, но глава Нижнего Тагила отказался, заявив, что будет нарушением субординации его обращение к федеральному министру через голову областных властей.
15 июня 2017 года распоряжением Правительства Российской Федерации выставка была официально перенесена в Подмосковье. Вместо выставки 9 сентября в Нижнем Тагиле состоялось шоу «УралТанк», на открытии которого председатель ВПК Дмитрий Рогозин пообещал, что выставка вернется в Нижний Тагил в 2018 году в изменённом формате. На сентябрь 2018 года было запланировано проведение в Нижнем Тагиле выставки «Диверсификация-2018», но она была отменена распоряжением Дмитрия Медведева в июле 2018 года.
В 2020 году вместо Russia Arms Expo состоялся форум «Армия», который прошёл не в Нижнем Тагиле, а в Екатеринбурге.